# Luvsannamsrain Oyun-Erdene
Luvsannamsrain Oyun-Erdene (tiếng Mông Cổ: Лувсаннамсрайн Оюун-Эрдэнэ; sinh 29 tháng 6, 1980) là một chính trị gia Người Mông Cổ, thủ tướng quốc gia này từ năm 2021 đến năm 2025.